# کلبوپرید
کلبوپرید (انگلیسی: Clebopride) یک داروی آنتاگونیست دوپامین با خواص ضد استفراغ و پروکینتیک است که برای درمان اختلالات عملکردی دستگاه گوارش استفاده می شود. از نظر شیمیایی، این یک بنزامید جایگزین است که نزدیک به متوکلوپرامید است.
یک مطالعه کوچک اسپانیایی نشان داد که عوارض جانبی بیشتری با کلبوپرید نسبت به متوکلوپرامید گزارش شده است، به ویژه علائم خارج هرمی.